# Martin Ripkens
Martin Ripkens (* 15. April 1934 in Hinsbeck; † 24. Juni 2012 in München) war ein deutscher Autor, Filmprüfer und Filmregisseur. Seine Bücher und Filme griffen häufig das Thema Homosexualität auf.

## Leben
Ripkens war zunächst als Lektor in einem katholischen Verlag tätig. Im Sommer 1957 lernte er in Düsseldorf den Zeitungsredakteur Hans Stempel kennen, der sein Lebensgefährte wurde. Kurz darauf bezogen sie gemeinsam eine Wohnung in Düsseldorf. Durch ihr Outing verloren sie ihre Arbeitsplätze. Danach waren sie als Filmkritiker tätig und produzierten einen ersten Kurzfilm Stenogramme, der allerdings floppte. In den 1970er Jahren hatte Ripkens außerdem kleinere Rollen in deutschen Filmen wie Die Sachverständigen.
Später lebten Ripkens und Stempel in München, wo sie 30 Jahre lang als Filmprüfer im Unternehmen von Leo Kirch arbeiteten, bis Filme in Paketen gekauft wurden, statt einzeln ausgewählt zu werden. 1980 drehten sie für das ZDF den Dokumentarfilm Wie geht ein Mann?, in dem sie über das Bild des Homosexuellen im Film berichten. Der Film wurde 1982 auf der Berlinale gezeigt, ebenso wie im Folgejahr ihr Drama Eine Liebe wie andere auch. Dieser Film mit Klaus Adler und Stuart Wolfe lief außerdem im Wettbewerb des Chicago International Film Festival. 2008 wurden sie mit dem Special Teddy für ihr Lebenswerk als Filmkritiker, Filmescouts und Filmemacher ausgezeichnet.
Ripkens und Stempel veröffentlichten außerdem Kinder- und Jugendbücher sowie Anthologien zum Thema Homosexualität. 2000 erschien im Deutschen Taschenbuch Verlag ihre Autobiografie Das Glück ist kein Haustier, in der sie abwechselnd in tagebuchähnlicher Form von ihrem Leben berichten. Sie blieben bis zu Ripkens Tod ein Paar. Er starb am 24. Juni 2012 mit 78 Jahren an den Folgen einer Hirnblutung.

## Werke (Auswahl)
(gemeinschaftlich mit Hans Stempel)
- Adromedar SR1, Bilder: Heinz Edelmann. Middelhauve Verlag, Köln 1970.
- Luderbär, Bilder: Otmar Alt. Middelhauve Verlag, Köln 1970.
- Purzelbaum: Verse für Kinder. Ellermann Verlag, München 1972, ISBN 3-7707-6089-1.
- Schnappsack, Bilder: Dietlind Blech. Ellermann Verlag, München 1972, ISBN 3-7707-6093-X.
- Bammel:  Abenteuer eines Angsthasen. Ellermann Verlag, München 1973, ISBN 3-7707-6114-6.
- Auch Kinder haben Geheimnisse: Kalendergeschichten. Ellermann Verlag, München 1973, ISBN 3-7707-6106-5.
- Justus, eine Erzählung. Ellermann Verlag, München 1974, ISBN 3-7707-6126-X.
- Willi und Wolke, Illustrationen: Ursula Kirchberg. Dressler Verlag, Hamburg 1976, ISBN 3-7915-1980-8.
- Das Kino im Kopf, eine Anthologie. Arche Verlag, Zürich 1984, ISBN 3-7160-2016-8.
- Kuchen für alle, Bilder: Susanne Kübler. Orell-Füssli Verlag, Zürich 1986, ISBN 3-280-01625-8.
- Ohne Käse ohne Speck hat das Leben keinen Zweck: Bilder: Wilfried Blecher. Neuer-Finken-Verlag, Oberursel 1992, ISBN 3-8084-1325-5.
- Ach Kerl ich krieg dich nicht aus meinem Kopf: Männerliebe in deutschen Gedichten unseres Jahrhunderts. dtv, München 1997, ISBN 3-423-20015-4.
- Hyperion am Bahnhof Zoo: Hautnahe Männergeschichten. dtv, München 1998, ISBN 3-423-12524-1.
- Hotel-Geschichten: Abenteuer hinter fremden Türen. dtv, München 1999, ISBN 3-423-12676-0.
- Das Glück ist kein Haustier: Eine Lebensreise. dtv, München 2000, ISBN 3-423-24227-2.
- Der Engel neben Dir: Gedichte zwischen Himmel und Erde, eine Anthologie. dtv, München 2002, ISBN 3-423-20578-4.
- Sehnsucht nach dem Anderswo:  Reisegedichte, eine Anthologie. Arche Verlag. Zürich/Hamburg 2004, ISBN 3-7160-2327-2.
- Liebe vielleicht, eine Erzählung. Querverlag, Berlin 2009, ISBN 978-3-89656-161-9.
- Der Mann, nach dem man sich sehnt. Querverlag, 2011.

## Filmografie

### Regisseur
- 1966/1967: Zum Beispiel Bresson
- 1970: Handicaps
- 1971: vorfrühling
- 1980: Halbmond über Kreuzberg
- 1980: Wie geht ein Mann?
- 1982/1983: Eine Liebe wie andere auch

### Drehbuchautor
- 1966/1967: Zum Beispiel Bresson
- 1968: Bis zum Happy-End
- 1970: Handicaps

### Darsteller
- 1972: Die Sachverständigen
- 1976/1977: Aus einem deutschen Leben
- 1977: Die Angst ist ein zweiter Schatten

## Preise und Auszeichnungen (Auswahl)
- Teddy-Ehrenpreis, Berliner Filmfestspiele für ihr Lebenswerk